# امامزاده صالح (فرحزاد)
امامزاده صالح در شمال شرقی منطقه فرحزاد، واقع در شمال غربی شهر تهران، در دامنه کوهستان قرار دارد.
این بقعه بنایی چهار گوش با گنبد یک پوش آجری ساده دارد. سمت جنوب آن ایوانی بلند با دو ستون چوبی وجود دارد که بر بالای لوح سنگ مرقد تاریخ بنای بقعه سال ۹۸۶ ه نوشته شده‌است. کتیبه روی این لوح به خط نستعلیق در پنج سطر است گنبدوبنای این امامزاده در حال حاضردرحال بازسازی می‌باشد. صاحب مرقد در زیارتنامه موجود از نوادگان سجاد معرفی شده‌است.
این بنا دارای امکانات رفاهی مناسب سبز و مشجر است.
همچنين در اين بنا برخي از شهداي گمنام نيز به خاك سپرده شده‌اند.

## منبع
اداره کل اوقاف وامور خیریه استان تهران
پورتال جامع امام زادگان شهر تهران